# Miesbach járás
Miesbach járás egy járás Bajorországban. Miesbach járás Bad Tölz-Wolfratshausen, München, Rosenheim, Schwaz, Kufsteini, Bad Tölz, Wolfratshausen és Bad Aibling járásokkal határos. Lakosainak száma 99 726 fő (2018. december 31.).

## Népesség
A járás népessége az elmúlt években az alábbi módon változott:
| Lakosok száma | 21 444 | 33 021 | 42 203 | 68 820 | 80 840 | 93 630 | 96 049 | 98 286 | 98 828 | 99 726 |
|               | 1871   | 1900   | 1925   | 1961   | 1987   | 2011   | 2013   | 2015   | 2016   | 2018   |

## Képgaléria

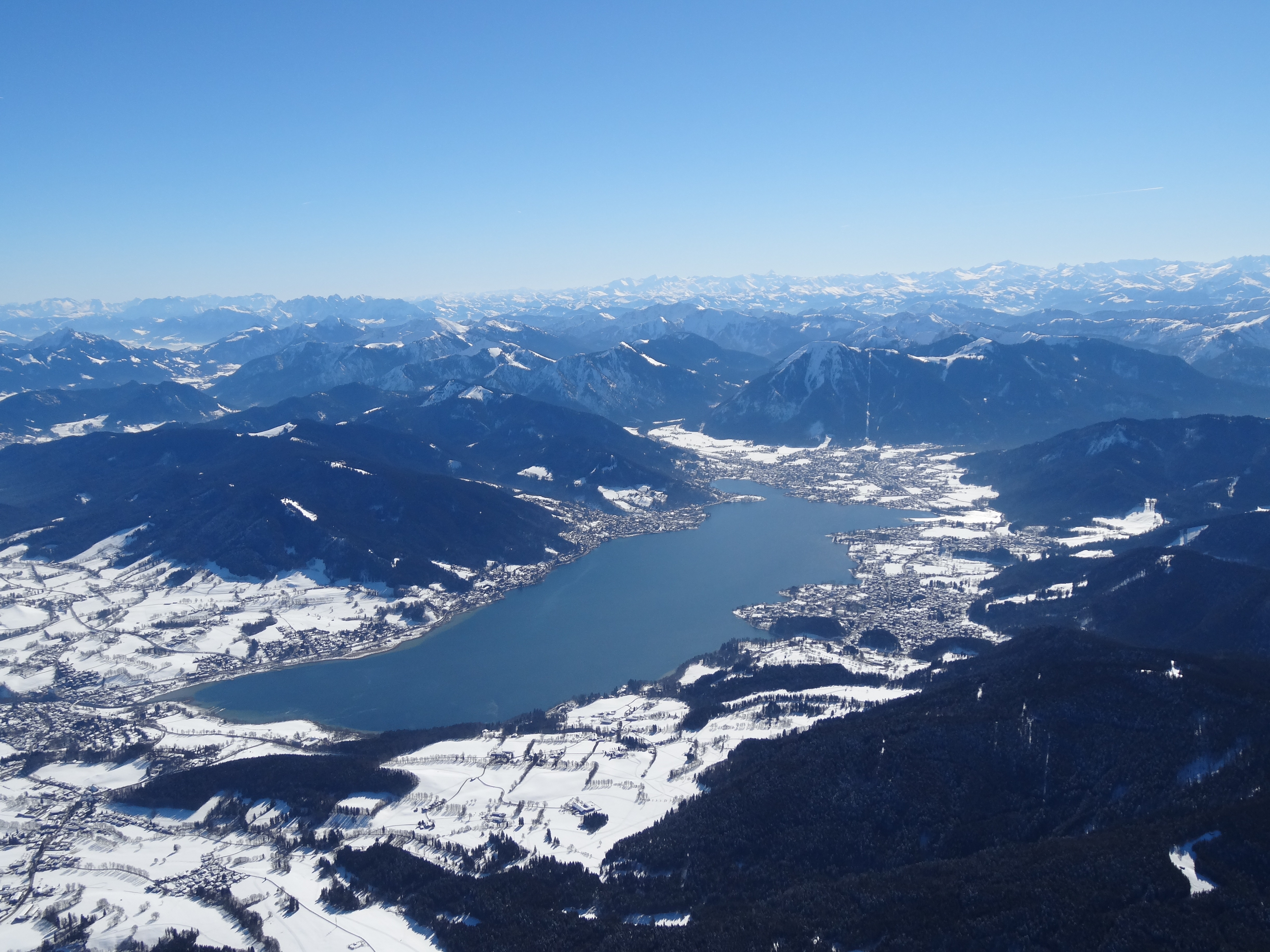
Légi felvétel a Tegernsee-tóról
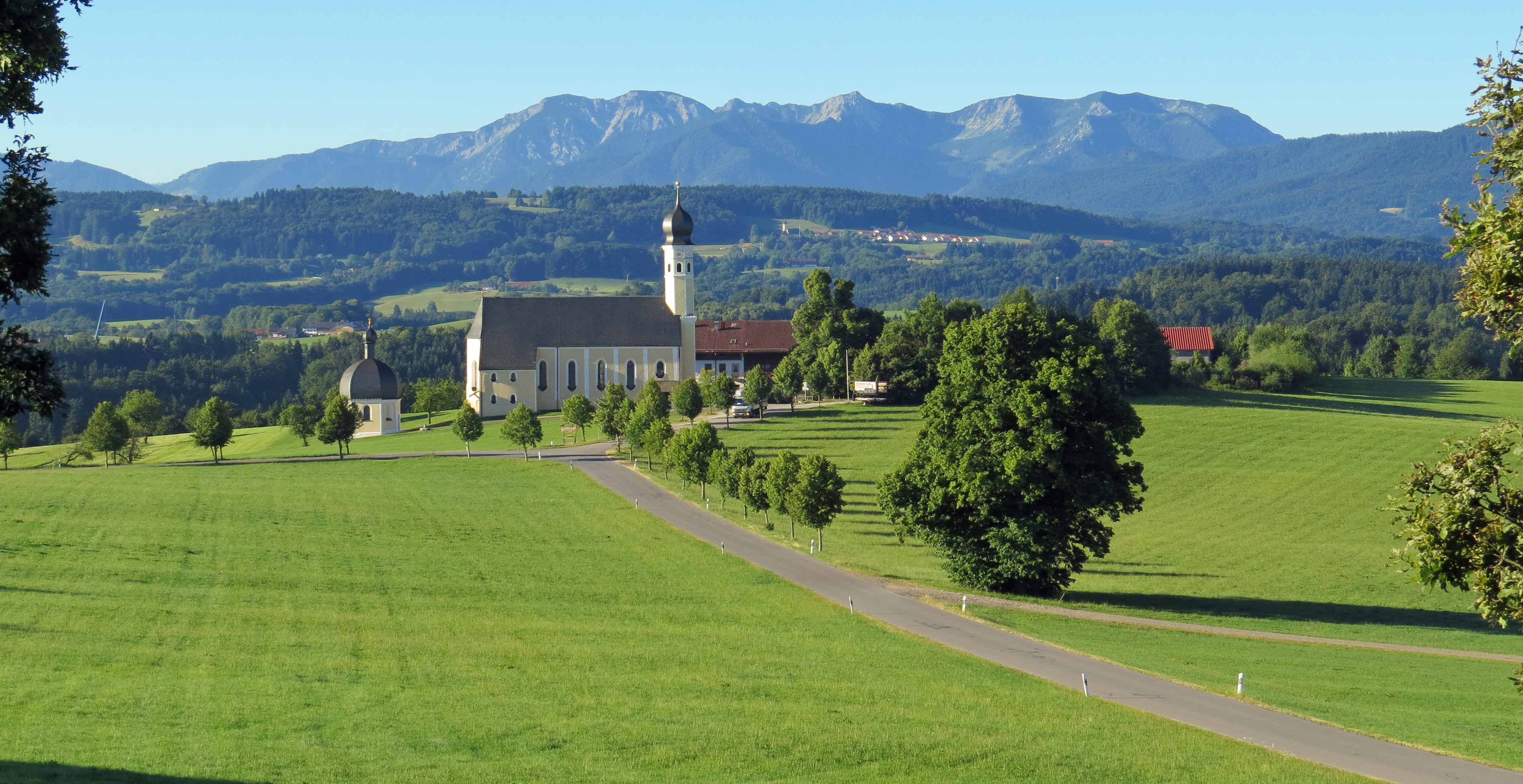
Wilparting a Mangfall-hegységgel
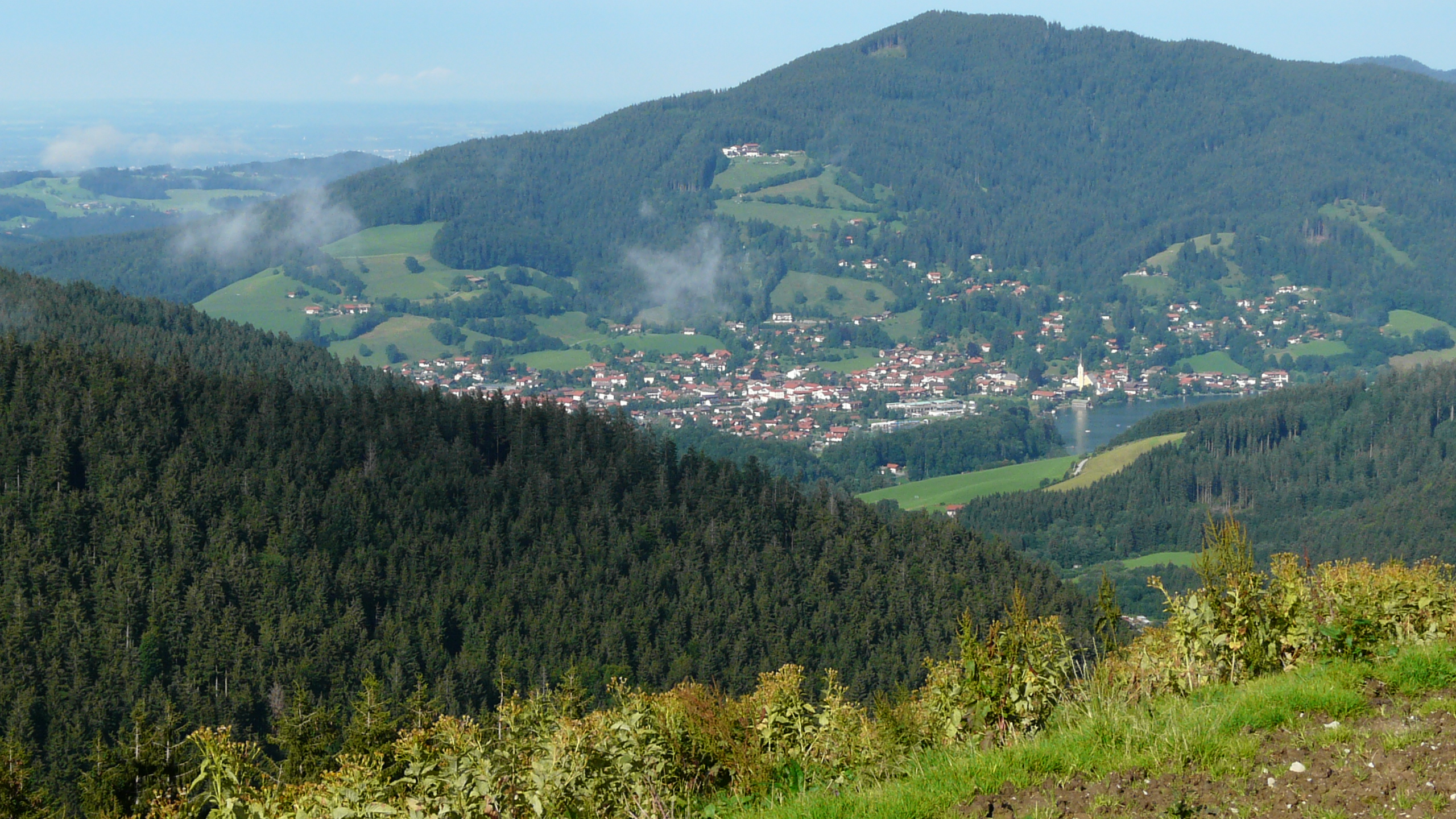
Schliersee és Schliersberg
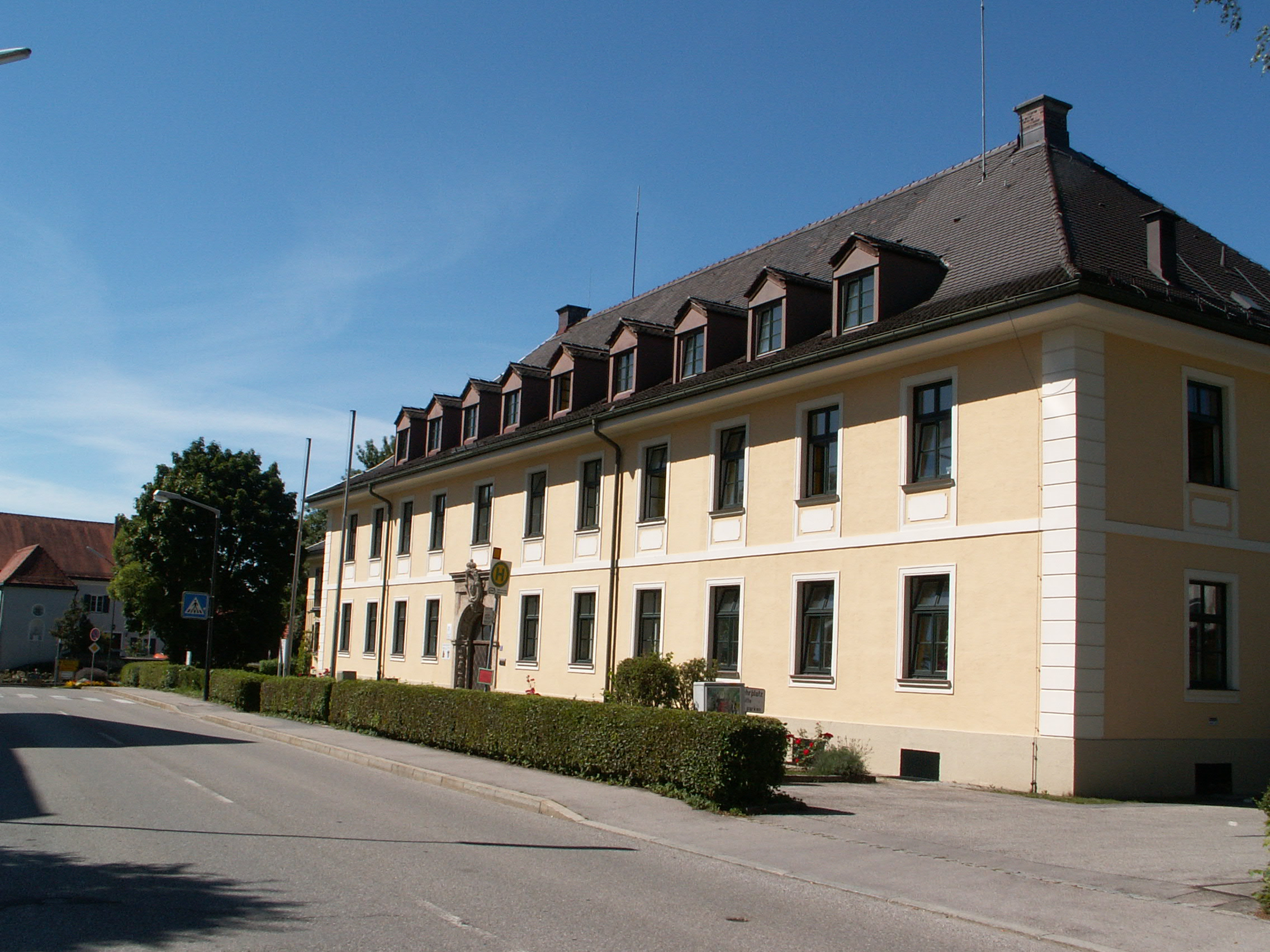
Járási hivatal Miesbachban